# Alpha Telescopii
Désignations
Alpha Telescopii (α Tel / α Telescopii) est l'étoile la plus brillante de la constellation du Télescope.
C'est une sous-géante bleue-blanche de type spectral B3IV et de magnitude apparente 3,49. Elle est à environ 250 années-lumière de la Terre.